# Casa de los Hoces
La casa de los Hoces, también llamada casa de los Guzmanes, es una antigua casa solariega situada en el barrio de la Trinidad de Córdoba (España). El solar fue donado por el rey Fernando III a la familia de los Hoces, cuyo escudo de armas se encuentra en la portada de la casa. Esta antigua casa es utilizada en la actualidad como archivo municipal. Anteriormente también albergó la biblioteca municipal, hasta su traslado a la Biblioteca Central en la Ronda del Marrubial.

## Arquitectura
Su distribución corresponde al esquema de casona andaluza, organizando las estancias en torno a dos patios portificados. En el segundo de estos patios existen tres vanos con ventanas geminadas de estilo mudéjar, con arcos lobulados y angrelados alternando la piedra y el ladrillo. Fechados en el siglo XV están decorados con azulejos a cuerda seca del siglo XVI.
Destacan los artesonados mudéjares de la galería que comunica los dos patios. A finales del siglo XX o principios del XXI se llevó a cabo una restauración que recuperó la bella policromía que los decora.
En febrero de 2025 volvió a abrirse al público el Archivo municipal tras seis años de restauración del inmueble y el descubrimiento de una portada mudéjar del siglo XIV.